# Roberto Cosulich
Roberto Cosulich (Venezia, 30 luglio 1946 – Perù, 1979 o 1980 circa) è stato uno scacchista italiano, vincitore del campionato italiano a squadre e più volte secondo al campionato italiano individuale.

## Biografia
Roberto Cosulich, nato da una famiglia di origine istriana, crebbe in America del Sud dove il padre, comandante di nave, si trovava per lavoro. Qui imparò il gioco degli scacchi ed ebbe come maestro il Grande Maestro Hermann Pilnik. Tornato in Italia nel 1965 divenne rapidamente uno dei più forti giocatori italiani, ottenendo il titolo di Maestro nel 1966.
Dotato di grande talento, partecipava ai tornei soprattutto per guadagnare qualche soldo. La ragione dei suoi numerosissimi secondi posti stava proprio nel suo accontentarsi di un sicuro piazzamento — e premio in denaro —  piuttosto di rischiare per il primo posto per poi ritrovarsi senza i soldi del premio.
Partecipò alle Olimpiadi di Siegen (1970) e di Nizza (1974). Dal 1969 al 1978 conquistò sei volte il secondo posto al campionato italiano.
Nel 1967 vinse l'8º campionato italiano a squadre con la Società Scacchistica Triestina.

### Ultimi anni e la scomparsa
Dagli anni sessanta Cosulich abbandonò la famiglia e gli scacchi divennero il suo unico mezzo di sostentamento. Sempre alla ricerca di sé stesso e fortemente tentato dalle filosofie orientali, Cosulich viveva alla giornata, nello stile hippie di quegli anni.
Nel 1977 Cosulich venne indagato nel corso delle indagini sulle Brigate Rosse. Venne scagionato abbastanza in fretta e, appena ritornò in possesso del passaporto, decise di partire per l'India. Ritornò dopo un anno per ripartire per il Sud America dove era cresciuto. Da allora non si sono più avute sue notizie. Nel 1980 la rivista scacchistica francese Europe Échecs riferì al direttore de L'Italia Scacchistica Giovanni Ferrantes del ritrovamento del passaporto di un maestro di scacchi di nome Cosulich in Perù, che sarebbe rimasto vittima di una calamità naturale. L'assoluta mancanza di notizie dopo di allora fa pensare, nonostante il mancato ritrovamento del corpo, che in quell'evento il Cosulich abbia trovato la morte.

## Alcune partite notevoli
- Cosulich - Vujovic, Rovigo 1966, Siciliana Najdorf B97, 1-0[3]
- Cosulich - Ungureanu, Olimpiadi di Siegen 1970, Siciliana Scheveningen B87, 1-0[4]
- Cosulich - Minić, Bari 1970, Siciliana Scheveningen B87, 1-0[5]
- Cosulich - Unzicker, Bari 1970, Spagnola C73, 1-0[6]
- Cosulich - Westerinen, Venezia 1971, Difesa Alechin B04, 1-0[7]
- Cosulich - Wirthenson, Olimpiadi di Nizza 1974, Siciliana B52, 1-0[8]